# Centro de massa

O centro de massa é o único ponto do satélite que segue a trajetória indicada.

Em física, o centro de massa é o ponto hipotético onde toda a massa de um sistema físico está concentrada e que se move como se todas as forças externas estivessem sendo aplicadas nesse ponto.
Se o sistema for constituído por um corpo, o centro de massa pode ser considerado como o ponto onde aplicada uma força o corpo se move sem rotacionar, com torque resultante zero. Se o sistema for constituído por mais de um corpo, o centro de massa será o ponto em que, se unir os corpos em suas respectivas posições por um elemento que os integre (tal como um segmento rígido), pode ser suspendido mantendo todos os corpos a uma mesma altura.
O uso do centro de massa na mecânica clássica é atribuído à simplificação de movimentos compostos realizados por corpos rígidos – aqueles em que a posição relativa das partículas que o compõem não muda ao longo do tempo - transformando-os em movimentos simples, onde é possível que haja aplicação das Leis de Newton como uma partícula. Quando um objeto de formato irregular é lançado ao ar, por exemplo, há diferentes movimentos em todas as partículas que o constituem, entretanto, há um ponto em que segue o movimento de tal objeto como se fosse uma partícula, esse ponto é o centro de massa.
O centro de massa também pode ser chamado de centro de gravidade quando um corpo estiver sob a influência de um campo gravitacional uniforme, ou seja, aquele em que a força gravitacional é igualmente exercida em todos os pontos do objeto. Ainda, se um objeto tiver forma regular e densidade homogênea, o centro de massa coincidirá com o centroide, ou seja, o centro geométrico do objeto.

## História

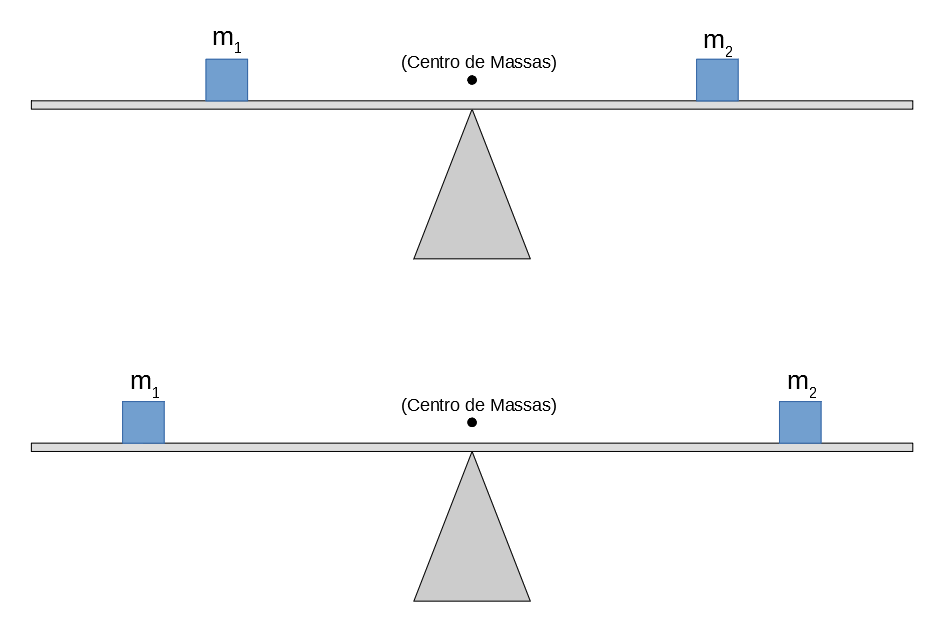
Considerando que os corpos possuem mesma massa e estão à mesma distância do fulcro da alavanca, nas duas situações o centro de massa se localizará sobre o ponto de apoio, mesmo com os corpos ocupando posições diferentes nesses casos.

Inicialmente, o conceito de centro de massa foi apresentado na forma de centro de gravidade na Grécia Antiga por Arquimedes de Siracusa, engenheiro, físico e matemático. Isso se deve por que o centro de massa em um objeto é o mesmo que o centro de gravidade se o campo gravitacional for uniforme. Trabalhando em campo gravitacional uniforme, ele demonstrou que o torque exercido em uma alavanca sempre seria o mesmo se, mudando as posições dos objetos, o centro de massa permanecesse fixo.
Já em seu trabalho com corpos flutuantes, Arquimedes descobriu que a posição e orientação de um objeto na superfície de um fluido é aquela onde o centro de massa tende a ficar na posição mais baixa possível. Além dessas descobertas, ele desenvolveu técnicas matemáticas para definir o centro de massa de diversos objetos de densidade uniforme.

## Localização do centro de massa

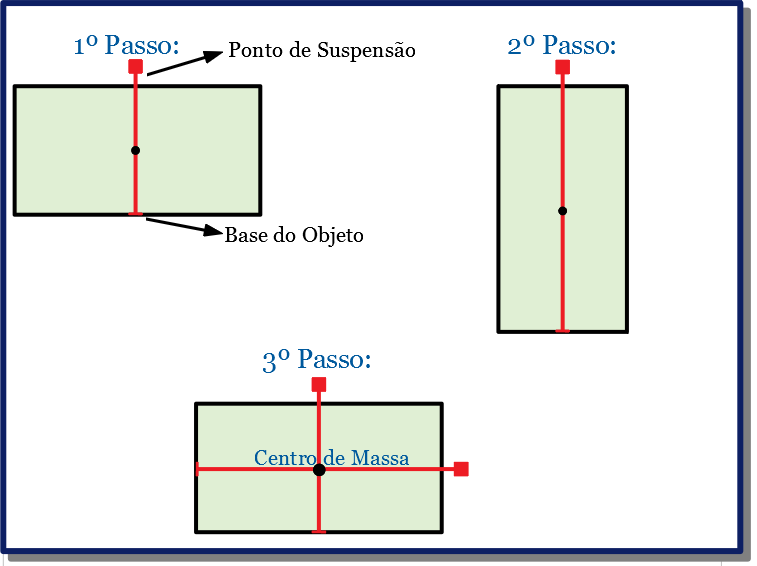
A intersecção das linhas de prumo no objeto é o Centro de Massa do mesmo.

Antes de se iniciar o processo, é necessário compreender que o centro de massa será o mesmo que o centro de gravidade se o campo gravitacional for uniforme. O experimento só terá efeito nesse caso. O centro de massa de um corpo de densidade uniforme estará localizado em seu eixo de simetria.
Para encontrar o centro de massa de um objeto plano – como uma placa metálica ou um quadro – deve-se pendurá-lo em dois pontos diferentes, sendo que, em cada etapa, deve-se traçar uma linha reta vertical do ponto de suspensão até a base do objeto. Dessa forma, as duas linhas traçadas se encontrarão em um ponto comum, sendo esse o centro de massa do objeto.
Para um objeto com um formato complexo – aqueles ainda planos, mas sem uma forma geométrica definida conhecida – é possível encontrar o centro de massa subdividindo-o em pequenas partes mais simples, sendo que, se for possível encontrar a massa total e o centro de massa de cada parte, então o centro de massa do objeto será a média de suas partes.
Esse processo também é válido para objetos ocos, valendo-se considerar o espaço vazio como uma massa negativa – o objeto será de densidade uniforme, então, basta apenas calcular a massa que existiria em determinado volume e considerá-la como negativa. Para objetos de formato irregular, onde os métodos anteriores mostram-se ineficientes para medidas, pode-se ser utilizado um planímetro para realizar os cálculos de área, e então conhecida a densidade do objeto, obter sua massa.

## Centro de massa de um sistema de partículas

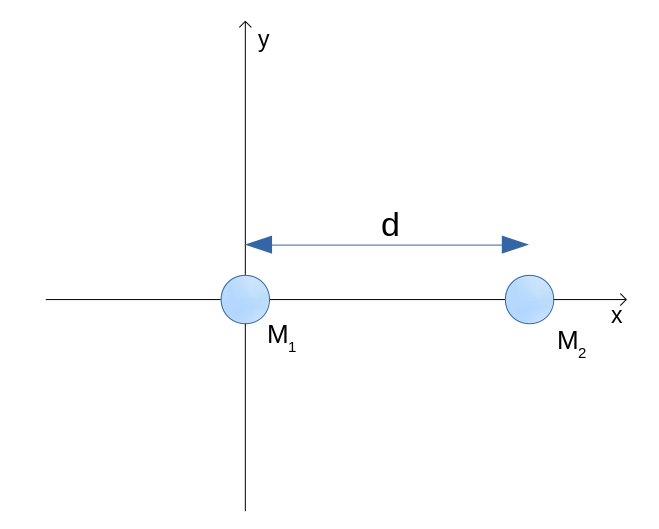
Possível localização do centro de massa entre duas partículas.

Para definir o centro de massa (CM) de um sistema de partículas deve-se considerar três tipos de variáveis desse sistema: o número de partículas que o compõem, a massa e a posição de cada partícula. Podemos deduzir a equação geral da definição do Centro de Massa a partir de um sistema simples de apenas duas partículas.

### Sistema com duas partículas
Dadas duas partículas de massa {\displaystyle m_{1}} e {\displaystyle m_{2}} separadas por uma distância {\displaystyle d}, estabelece-se arbitrariamente a origem do eixo x como a posição da partícula de massa {\displaystyle m_{1}}.
A posição do centro de massa (CM) desse sistema de duas partículas pode ser definida como:
Se {\displaystyle m_{2}=0}, existe apenas uma partícula {\displaystyle m_{1}} e o centro de massa deve estar na posição dessa partícula {\displaystyle m_{1}} uma vez que {\displaystyle x_{cm}} será igual a zero.
Se {\displaystyle m_{1}=0}, o sistema apresenta apenas uma partícula (de massa {\displaystyle m_{2}}). A posição {\displaystyle x_{cm}} desta partícula será igual a {\displaystyle d}.
Se {\displaystyle m_{1}=m_{2}}, o centro de massa se encontra no ponto médio da distância entre as duas partículas.
Se {\displaystyle m_{1}} e {\displaystyle m_{2}} forem diferentes de {\displaystyle 0}, a posição {\displaystyle x_{cm}} do centro de massa assume valores entre {\displaystyle 0} e {\displaystyle d} e é definida como:
Sendo {\displaystyle M} a massa total do sistema, ou seja, {\displaystyle M=m_{1}+m_{2}}, temos:

### Sistema com n partículas
Considerando um sistema com o número n de partículas, podemos definir de forma geral o Centro de Massa a partir da equação anterior.
Dado um sistema com n partículas posicionadas ao longo de um eixo x, no qual a massa total é dada por {\displaystyle M=m_{1}+m_{2}+...+m_{n}} , a posição do centro de massa é definida por:

Além disso, definindo o momento linear do sistema como
 verificamos rapidamente que
 Portanto, se 
 temos que 
 Logo, garantindo um sistema inicial em repouso e verificando que não está sujeito a forças externas ({\displaystyle F_{ext}=0}), garantimos, por definição, a conservação do momento linear, e, por conseguinte, a conservação do centro de massa, independentemente dos movimentos internos dos constituintes do sistema.

### Sistema de três dimensões
Uma vez que determinado sistema de partículas ocupa três dimensões, a definição do centro de massa desse sistema deve ser feita considerando cada dimensão de forma independente.
Dado um sistema de com n partículas distribuídas em três dimensões, a posição do centro de massa é dada por três coordenadas (x, y e z) definidas por:

### Sistema de três dimensões (equação vetorial)

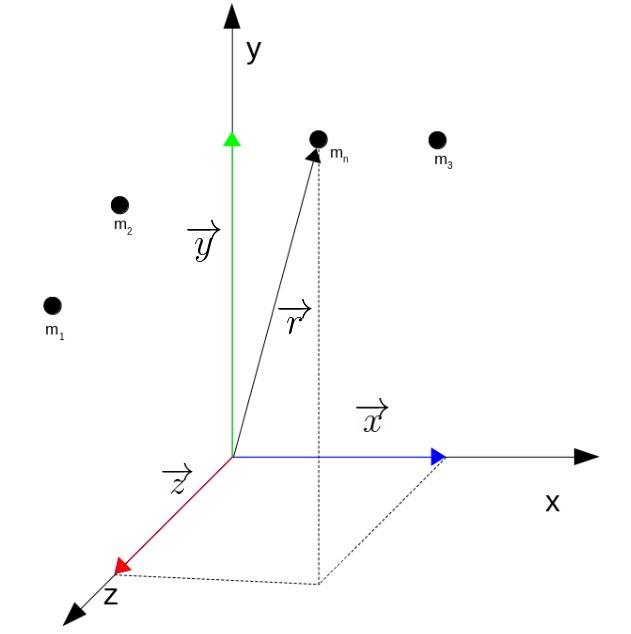
Exemplo de localização de uma partícula através dos vetores de posição.

O centro de massa de um sistema de três dimensões também pode ser definido a partir do vetor posição desse sistema. Dada uma partícula de coordenadas {\displaystyle x_{i}}, {\displaystyle y_{i}} e {\displaystyle z_{i}} seu vetor posição é definido por:
{\displaystyle {\overrightarrow {r}}=x_{cm}{\widehat {i}}\;\;y_{cm}{\widehat {J}}\;\;z_{cm}{\widehat {k}}}
Em que o índice indica a partícula, e {\displaystyle {\widehat {i}}}, {\displaystyle {\widehat {j}}} e {\displaystyle {\widehat {k}}} são os vetores unitários que apontam, respectivamente, no sentido positivo do eixo x, y e z.
De forma análoga, a posição do centro de massa de um sistema de partículas é definida pelo vetor posição:
Em que {\displaystyle M} é a massa total do sistema.

## Centro de massa de corpos maciços (homogêneos)[7]
Para definir o centro de massa de objetos homogêneos divide-se e distribui-se a massa de um objeto de forma contínua, tornando cada partícula do objeto elementos infinitesimais de massa {\displaystyle dm}. Desta forma as coordenadas do centro de massa são definidas por:
Em que {\displaystyle M} é a massa do corpo.
Considerando que objetos homogêneos apresentam massa especifica (massa por unidade de volume) representada pelo símbolo ρ (letra grega rô) e que a mesma apresenta valores iguais para todos os elementos infinitesimais destes objetos define-se:
Em que {\displaystyle dV} é o volume ocupado por um elemento de massa {\displaystyle dm}, e {\displaystyle V} é o volume total do objeto

## Segunda Lei de Newton para um sistema de partículas[7]

### Movimento do centro de massa de um sistema
Dado um conjunto de n partículas de massa (possivelmente) diferentes, para descrever o movimento do centro de massa desse conjunto (que age como uma partícula cuja massa é igual à massa total do sistema), deve-se atribuir-lhe uma posição, uma velocidade e uma aceleração definidos de acordo com a equação vetorial:
{\displaystyle {\overrightarrow {F}}_{res}} é a força resultante de todas as forças externas que agem sobre o sistema;
{\displaystyle M} é a massa total do sistema;
{\displaystyle {\overrightarrow {a}}_{cm}} é a aceleração do centro de massa do sistema.
Componentes de {\displaystyle {\overrightarrow {F}}_{res}} e {\displaystyle {\overrightarrow {a}}_{cm}}em relação à três eixos de coordenadas:

### Momento linear de um sistema de partículas

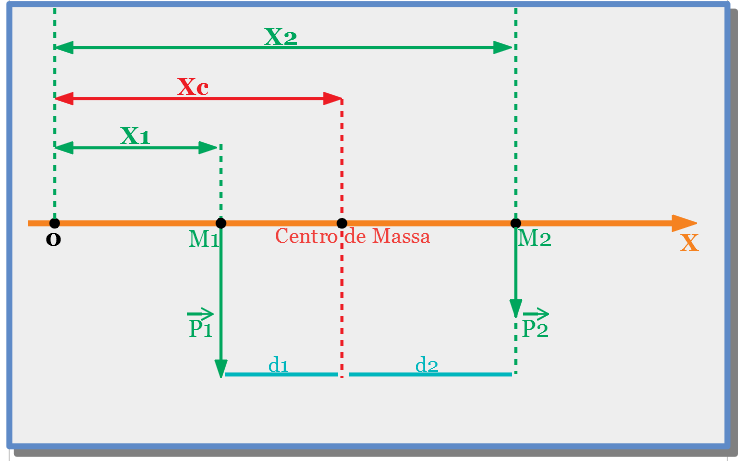
Momento Linear em um Sistema de Partículas é encontrado usando o centro de massa do sistema.

Dado um sistema com n partículas, onde cada partícula apresenta massa, velocidade e momento linear determinados. O momento linear total é definido como a soma vetorial dos momentos lineares de cada partícula.
Desta forma temos o momento linear de um sistema de partículas definido por:

## Uso do baricentro
Existem dois tipos de corpos conhecidos atualmente que servem para estabelecer formas de analisar o centro de massa: os corpos extensos heterogêneos e os corpos extensos homogêneos.
A aplicação em corpos homogêneos é feita analisando regiões simétricas de polígonos regulares e aplicando definições de figuras geométricas, pois eles são objetos que possuem lados e ângulos iguais, como por exemplo, quadrados e cubos. Segundo essa definição, as análises de corpos heterogêneos só podem ser efetuadas a partir do estudo por Cálculo ou por meio da divisão geométrica dos corpos deformados, usando a geometria.

### Centro de massa de um quadrado
O centro de massa de um quadrado é estabelecido por meio do encontro de suas diagonais – segmentos de retas com extremidades em vértices não consecutivos do polígono – esse encontro no centroide do objeto é feito por duas retas que se intercruzam no ponto médio, revelando uma simetria em relação aos ângulos e lados do quadrado.
Sendo assim, para calcular a localização do centro de massa em um quadrado é necessário saber inicialmente o valor de seus lados, que será dividido por dois para descobrir o ponto médio, ou seja, L/2. Após fazer esse procedimento, os valores encontrados para o centro de massa estarão em coordenadas no plano cartesiano, em que, a coordenada do eixo x é a base e o do eixo y é a altura.

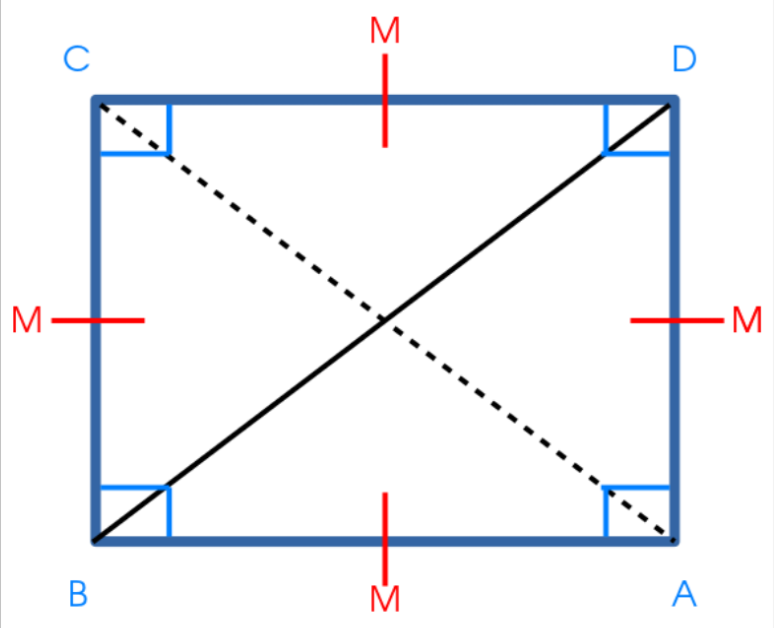
Centro de massa em um quadrado que é formado pelo ponto de encontro das diagonais.

Tendo em vista que o centro de massa de um paralelogramo é o ponto de encontro das diagonais que interceptam os vértices da figura geométrica (objeto), o mesmo procedimento é aplicado para todos corpos extensos homogêneos.

### Circunferência
Para analisar o centro de massa de uma circunferência, basta saber o seu próprio centro geométrico, por se tratar de um objeto totalmente esférico e homogêneo. Para tanto, a análise é feita a partir da distância entre o centro e seu contorno, ou seja, seu raio, podendo ser desenhado sob um plano cartesiano, que propiciará uma divisão em coordenadas cartesianas referente ao centro no eixo X e Y e com isso, uma análise sobre a localização geométrica do centro de massa.

### Triângulo
Outro exemplo de centro de massa em um corpo extenso homogêneo pode ser aplicado aos pontos de encontro das diagonais em triângulos não regulares. Para fazermos esse procedimento, devemos utilizar o Baricentro – considerado como o centro de massa e de gravidade de um triângulo homogêneo. Tendo em vista que um triângulo possui três vértices, há também três medianas que se interceptam em um ponto comum que divide cada mediana em duas partes. Sendo assim, a semirreta que sai de um vértice irá ser o dobro da semirreta que não possui vértice, definimos essa característica como sendo o Baricentro de um Triângulo.
Exemplo:

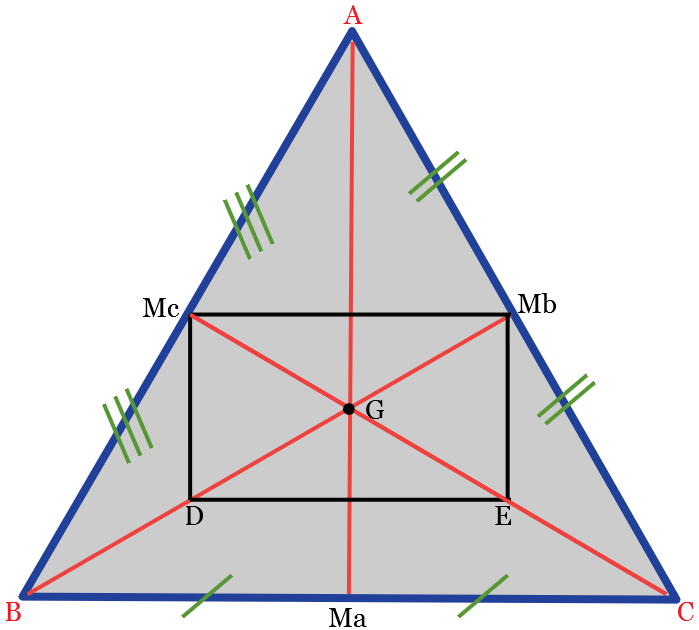
Achando baricentro de um triângulo.

Os segmentos AMa, BMb, e CMc são medianas, pois a intersecção das três é encontrada em um único ponto, o centro do triângulo, ou seja, o baricentro.
Outro ponto a se considerar é a relação de comprimento entre as medianas, em que, as medidas dos segmentos AG, BG e CG são o dobro dos seus respectivos complementos, ou seja, AG = 2×GMa; BG = 2×GmB; CG = 2×GMc.
Para comprovarmos a afirmação acima, devemos considerar que G (baricentro - ponto de encontro entre as 3 diagonais) é igual ao um ponto X igual a outro ponto Y, sendo que esses pontos são referentes a intersecção entre BMb e AMa, ou seja, X = BMb∩CMc e Y = AMa∩CMc, tal que G = X = Y.
Com isso, pode-se verificar que os três pontos são semelhantes, pois a distância entre um lado ao ponto médio, é a mesma que a do outro lado ao seu respectivo ponto médio.
Provando:
∆ABC= AMc é equivalente a BMc e AMb é equivalente a CMb. Logo, o segmento MbMc é paralelo à BC, sendo que MbMc é igual a metade da distância de BC, pois é o ponto médio de dois lados/segmentos do triângulo.
Ou seja: ∆ABC = AMc≡BMc e AMb≡ CMb. → MbMc ∕∕BC e MbMc = BC/2.
O mesmo pode ser feito com X, obtendo os seguintes resultados:
∆XBC = XD≡BD e XE≡CE → DE∕∕BC e DE = BC/2.
O segmento MbMc é paralelo e equivalente a DE, então MbMcDE é um paralelogramo, pois a diagonal que atravessa DX é equivalente a diagonal que atravessa XMb, revelando a propriedade do baricentro, que BX é o dobro de Mb.
→ {DX ≡ XMb → BX = 2×Mb
São feitas as mesmas relações com o lado EX, revelando que:
→ {EX ≡ XMc → CX = 2×Mc
Portanto, para Y = AMa∩CMc são feitas as mesmas associações, concluindo que os segmentos de reta CY AY são iguais ao dobro de YMc e YMa respectivamente.
- CY = 2×YMc
- AY = 2×YMa
Então, como X = Y, denominamos esse ponto como sendo G (baricentro e centro de massa do objeto), que irá voltar nas duas definições iniciais:
- AMa ∩ BMb ∩ CMc = G
- AG = 2×GMa; BG = 2×GMb; CG = 2×GMc.
Curiosidade:
Outro modo de expressar a última equação, é repartindo o segmento de reta em três pequenas retas iguais, revelando que:
- AG = 2/3 × AMa ou GMa = 1/3 × AMa.
- BG = 2/3 × BMb ou GMb = 1/3 × BMb.
- CG = 2/3 × CMc ou GMc = 1/3 × CMc.

## Baricentro e Centro de Gravidade
As características existentes na geometria plana ajudam a entender aspectos que se conectam com meios físicos. Sendo assim, a aplicação do baricentro é muito importante para demonstrar como o centro de gravidade age em um campo gravitacional uniforme.
Todos os conhecimentos iniciais que servem de infraestrutura para um estudo mais aprofundado sobre o centro gravitacional foram atribuídos ao matemático e astrônomo grego Arquimedes (287 a.C. - 212 a.C.). Desta forma, ele define que um corpo rígido suspenso por pontos em qualquer lugar com gravidade constante, após ser girado em seu eixo (aplicação de forças), deve permanecer na mesma posição de início, ou seja, o corpo permanecerá em equilíbrio em relação à Terra.
Esse fenômeno é explicado por meio do equilíbrio existente entre a força peso do objeto (produto entre a massa em kg pela gravidade em {\displaystyle {m \over s^{2}}} ) e a Terra, já que, todos as forças de atração são equilibradas em um único ponto, denominado baricentro. Sendo assim, como a massa da Terra é maior do que a do objeto, a força resultante proporcionará uma atração equivalente com sentido para o centro terrestre. Por conseguinte, centro de gravidade é o ponto que garante o equilíbrio de todas as forças atrativas.